# Фришеншлагер, Михаэль
Михаэль Фришеншлагер (нем. Michael Frischenschlager; род. 31 октября 1935, Зальцбург) — австрийский скрипач и музыкальный педагог.
Изучал игру на скрипке, дирижирование и теорию музыки в высших музыкальных учебных заведениях Зальцбурга, Кёльна, Вены и Рима. С 1971 г. преподавал в Венском университете музыки и исполнительского искусства, с 1984 г. возглавлял отделение струнных инструментов, в 1992—1996 гг. был ректором университета.
В 1989—2024 гг. президент Международного конкурса скрипачей имени Крейслера. По воспоминаниям Фришеншлагера, он был лично представлен Крейслеру в 1956 году в ходе американских гастролей оркестра Моцартеум, как самый юный из оркестрантов, и с тех пор был увлечён его наследием. В 1975 году он организовал в Вене концерт к столетию Крейслера, в ходе которого родилась идея конкурса, в 1979 году вошёл в состав жюри при его первом проведении, а после финансового краха конкурса в 1989 году взял на себя ответственность за его возрождение.